# Litsea crebriflora
Litsea crebriflora är en lagerväxtart som beskrevs av Spencer Le Marchant Moore. Litsea crebriflora ingår i släktet Litsea och familjen lagerväxter. Inga underarter finns listade i Catalogue of Life.